# Leif Dahlberg
Leif Ingemar Dahlberg (født 13. februar 1956) er en svensk atletiktræner og talentchef i Sparta Atletik siden 2006, hvor han også tidligere var træner for Morten Jensen og Thomas Flensborg.
Dahlberg var træningschef i IF Göta i Karlstad 1979-1987 og derefter træningschef i Malmö Allmänna Idrottsförening i Malmø 1987-1988 og 1991-1995. Han var det svenske atletik forbunds ansvarige for springdiciplinerne 1980-1988, træningschef 1988-1991 og landstræner 1998-2000. Han har deltaget som svensk OL-coach i 1980, 1984, 1988, 1992, 1996 og 2000. Derudover som VM-coach 1983, 1987, 1991, 1993, 1995, 1999, 2001 og 2003.
Han var dansk coach ved inde-EM og VM 2007. 
Han har trænet europamestre, VM-medaljetagere, mere end 25 svenske mestre i atletik og er nu landstræner for det svenske kvindelandshold i atletik.
Dahlberg driver også firmaet Global Sport.